# Mychajlo-Laryne
Mychajlo-Laryne (ukrainisch Михайло-Ларине; russisch Михайло-Ларино Michailo-Larino) ist ein Dorf in der ukrainischen Oblast Mykolajiw mit etwa 1900 Einwohnern (2004).
Das Dorf liegt an der Fernstraße N 11 und am linken Ufer des Flusses Inhul gegenüber dem Dorf Peressadiwka 28 km nordöstlich vom Oblastzentrum Mykolajiw.
Am 12. Juni 2020 wurde das Dorf ein Teil der Siedlungsgemeinde Woskressenske; bis dahin bildete es die Landratsgemeinde Mychajlo-Laryne (Михайло-Ларинська сільська рада/Mychajlo-Larynska silska rada) im Norden des Rajons Witowka.
Seit dem 17. Juli 2020 ist es ein Teil des Rajons Mykolajiw.